# Sint-Apolloniakerk (Achterbos)

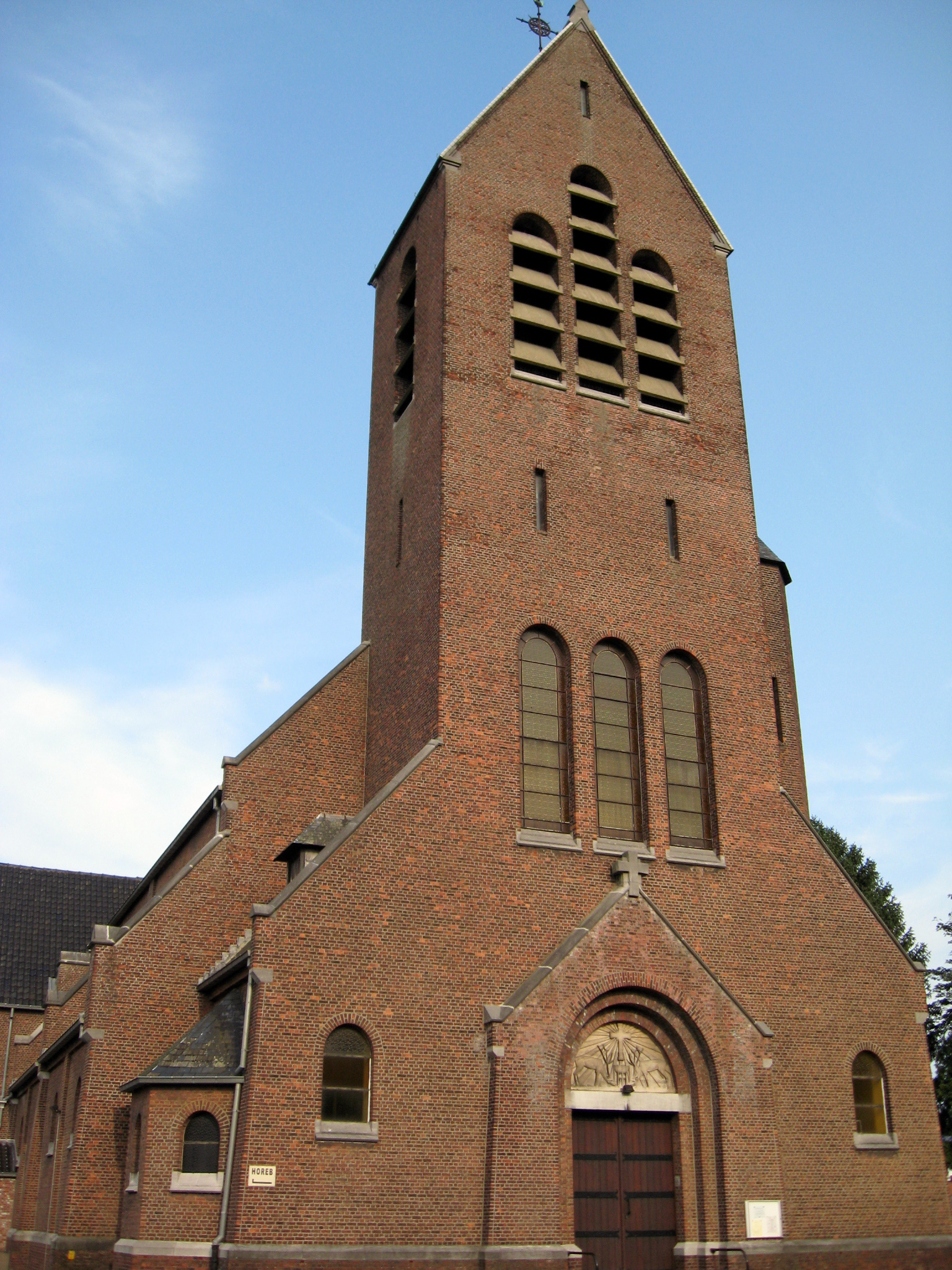
Sint-Apolloniakerk

De Sint-Apolloniakerk is de parochiekerk van de tot de Antwerpse gemeente Mol behorende plaats Achterbos, gelegen aan Achterbos 66A.

## Geschiedenis
Al in de 16e of 17e eeuw was er sprake van bedevaarten naar Sint-Apollonia, waartoe een laatgotische kapel was opgericht. Deze werd in 1862 gesloopt. Ervoor in de plaats kwam een kerkje dat echter, samen met een aantal omringende gebouwen, in 1876 door brand werd verwoest. De kerk werd hersteld. In 1889 werd Achterbos erkend als zelfstandige parochie, en de kerk werd, vanwege de sterke bevolkingstoename, in 1938-1939 vervangen door een nieuwe en grotere kerk naar ontwerp van Frans Vandendael.

## Gebouw
Het betreft een bakstenen georiënteerde kruisbasiliek met voorgebouwde westtoren op rechthoekige plattegrond en gedekt door een zadeldak. Het koor is driezijdig afgesloten en de kerk heeft een sobere historiserende stijl met rondbogige muuropeningen.
Het kerkmeubilair is overwegend 20e-eeuws, maar een 17e-eeuwse communiebank werd hergebruikt als balustrade voor het doksaal.